# 정길 (가수)
정길(1988년 ~ )은 대한민국의 가수다. 이전 예명은 제이로드였다. 2021년 싱글 앨범 [12시 넘어 전화하지 마요]로 데뷔했다.

## 방송
- 싱어프로젝트 4 (2021) - 3월 우승
- 미스터트롯3 (2024) - Top101

## 음반
- 12시 넘어 전화하지 마요 (2021)
- 싱어프로젝트 시즌4 (2021)

### 제이러브
- 겨울 커플 (2011)

## 작곡
- 엠페로 - 니가 뭔데 (2011)
- 프리스타 - Diss (2010)

## 공연
- 2021 SUPER SPEED MUSIC FESTIVAL (2021)